# Charlotte Bunch
Charlotte Bunch, née le 13 octobre 1944 à West Jefferson (États-Unis), est une autrice et militante féministe américaine. Elle est directrice et fondatrice du Center for Women's Global Leadership à l'université Rutgers de New Brunswick. Elle est également professeure émérite du département des études sur les femmes et le genre de la même université.

## Biographie

### Jeunesse et formation
Les parents de Charlotte Anne Bunch sont Charles Pardue Bunch et Marjorie Adelaide (King) Bunch. Elle naît à West Jefferson (Caroline du Nord) le 13 octobre 1944,,, et la même année, sa famille déménage à Artesia (Nouveau-Mexique). Elle y grandit jusqu'à intégrer l'université Duke en 1962.
À Duke, elle étudie l'histoire, et elle obtient son diplôme avec félicitations en 1966. Elle s'implique dans plusieurs associations religieuses, dont la Young Women's Christian Association et le Mouvement des étudiants méthodistes. Plus tard, en interview, elle explique avoir choisi de s'éloigner du christianisme en raison de l'homophobie latente dans la religion.
Elle est ouvertement lesbienne et politiquement très active.

### Carrière
Après ses études à Duke, Bunch devient déléguée jeunesse auprès du Conseil mondial des Églises pendant la conférence sur l'Église et la société à Genève, en Suisse. La même année, elle devient présidente du Mouvement universitaire chrétien à Washington et reste un an à ce poste.
Après cette expérience, Bunch devient chercheuse à l'Institute for Policy Studies de Washington, et elle fonde les journaux Women's Liberation et Quest: A Feminist Quarterly.
S'inspirant du nationalisme noir, elle participe à la fondation du collectif The Furies, un groupe qui publie son premier journal, The Furies, en janvier 1972. Son objectif est de donner de la visibilité au séparatisme lesbien. Le collectif est dissous après une année environ, mais le bureau des Furies devient le premier monument historique lesbien de Washington, puis le premier site lesbien du Registre national des lieux historiques.
En 1977, Bunch devient associée de l'Institut Féminin pour la liberté de la presse (Women's Institute for Freedom of the Press, WIFP). WIFP est une association américaine à but non lucratif. L'organisation a pour objectif de faciliter la communication et de créer une relation entre le grand public et les médias féminins. Elle participe et organise plusieurs conférences et ateliers internationaux, et de 1979 à 1980, elle est consultante au secrétariat pour la World Conference de la décennie des femmes de l'ONU, organisée par WIFP.
En 1989, elle fonde le Center for Women's Global Leadership (CWGL) au Douglass College de l'Université Rutgers. En septembre 2009, elle cède sa place de directrice exécutive à Radhika Balakrishnan. Le CWGL effectue des actions de lobbying auprès de l'ONU et de la communauté internationale pour que les droits des femmes soient reconnus comme une instance des droits humains ou « droits de l'homme ». Le CWGL est un élément de la campagne de Réforme systémique pour l'égalité des genres (Gender Equality Architecture Reform, GEAR) et travaille pour la création d'une Entité du genre à l'ONU, qui travaille pour l'égalité des genres dans le monde entier. Bunch est une des figures les plus marquantes de ce mouvement,. L'entité est finalement créée sous le nom d'Entité des Nations unies pour l'égalité des sexes et l'autonomisation des femmes le 2 juillet 2010.
Le 6 mars 2010, à l'occasion de la célébration des 20 ans du CWGL,, le centre organise un événement consacré à sa fondatrice, Charlotte Bunch, devenue directrice fondatrice et chercheuse senior le 1er septembre 2009. Les participantes et participants y regardent un court aperçu du documentaire Passionate Politics: The Life & Work of Charlotte Bunch en avant-première. Le film documentaire reprend le militantisme personnel et politique de Bunch pour les droits des femmes et est réalisé par Tami Gold.
Le CWGL lance un fonds baptisé le Fonds Charlotte Bunch des Opportunités stratégiques pour les droits humains des femmes en honneur de ses contributions au mouvement des droits des femmes.
Elle rejoint le conseil d'administration de nombreuses associations et est actuellement membre du Comité de conseil pour la division des droits des femmes de Human Rights Watch, ainsi qu'au conseil d'administration du Global Fund for Women et de l'International Council on Human Rights Policy,. Elle est consultante pour plusieurs divisions de l'ONU et participe à l'élaboration du rapport sur les violences contre les femmes de 2006 (2006 Report to the General Assembly on Violence against Women).

## Prix et distinctions

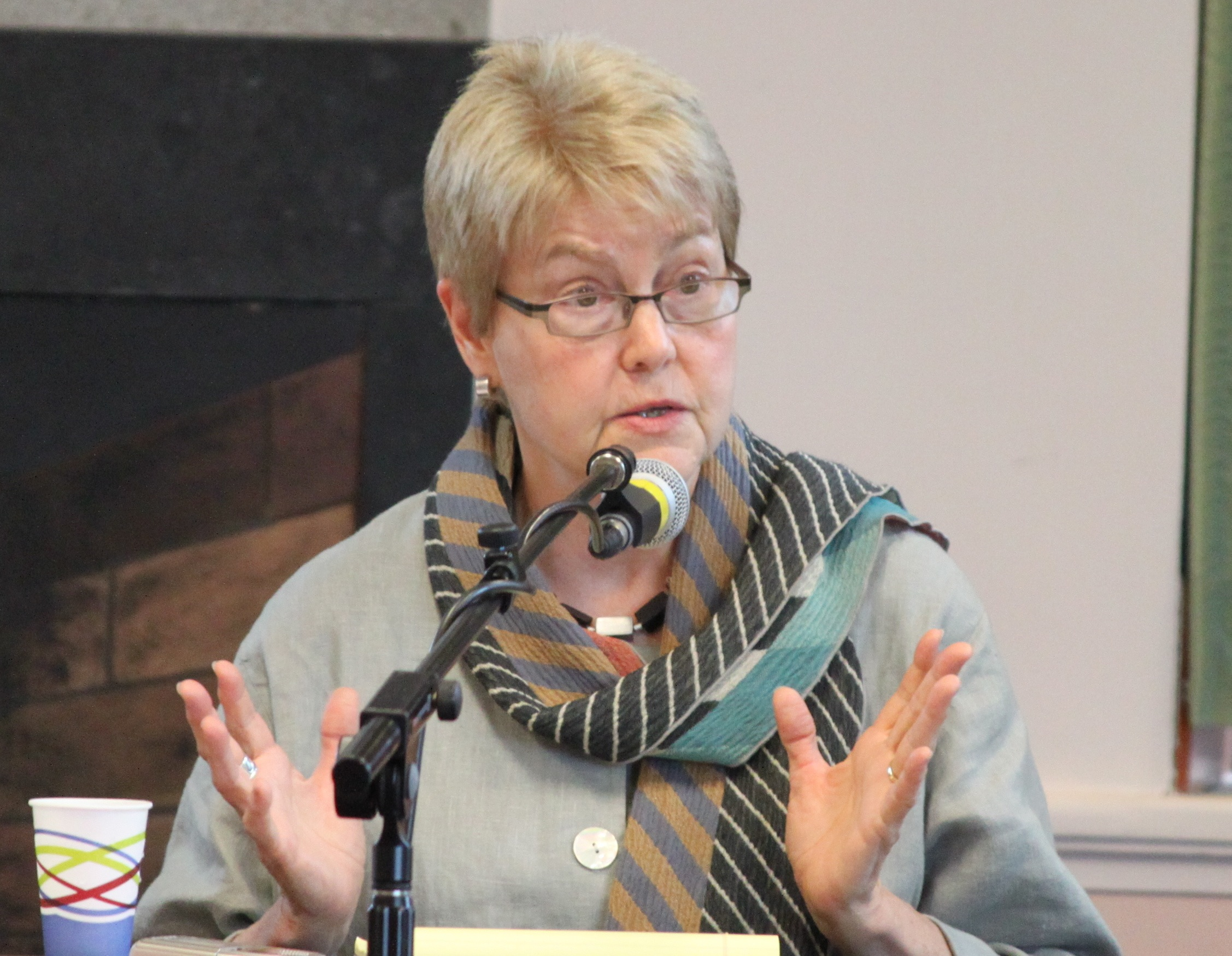
Charlotte Bunch en 2011.

- 1996 : cérémonie d'admission au National Women's Hall of Fame[24],[25].

En décembre 1999, elle est sélectionnée par le président des États-Unis Bill Clinton pour recevoir le Eleanor Roosevelt Award for Human Rights. En 2000, elle reçoit le « Women Who Make a Difference Award » du National Council for Research on Women in 2000, et est sélectionnée comme l’une des « 21 leaders pour le xxie siècle » par Women's eNews en 2002, et enfin reçoit le « Board of Trustees Awards for Excellence in Research » en 2006 à l'université Rutgers.

### Liste de récompenses
- 1987 : The Jessie Bernard Wise Woman Award Center for Women Policy Studies[27]
- 1992 : Resourceful Women Award
- 1993 : Feminist of the Year to the Center for Women's Global Leadership by the Feminist Majority Foundation
- 1996 : cérémonie d'admission au National Women's Hall of Fame,
- 1997 : award in recognition of its "international educational and organizing work fighting violence against women" to the Center for Women's Global Leadership by the Center for Anti-Violence Education
- 1998 : The Hubert H. Humphrey Fellowship Program Recognition Award to the Center for Women's Global Leadership by the Department of Urban Planning and Policy Development, Rutgers University, The State University of New Jersey
- 1999 : Eleanor Roosevelt Award for Human Rights President William Jefferson Clinton
- 1999 : Church Women United Human Rights Award Church Women United
- 2000 : Women Who Make a Difference Award National Council for Research on Women
- 2001 : Spirit of American Women Award Girls Incorporated of Central New York
- 2002 : 21 Leaders for the 21st Century Women's Enews
- 2002 : Women Who Make a Difference Award International Women's Forum
- 2002 : Board of Governors Distinguished Service Professor Recipient Rutgers, The State University of New Jersey
- 2004 : New Jersey Honorary United Nations Day Chair Appointed by the Governor of New Jersey
- 2006 : Board of Trustees Award for Excellence in Research Rutgers, The State University of New Jersey
- 2007 : Honorary degree of Doctor of Laws University of Connecticut
- 2008 : Rutgers College Class of 1962 Presidential Public Service Award Rutgers, The State University of New Jersey
- 2008 : Joyce Warshow Lifetime Achievement Award SAGE (Services and Advocacy for LGBT Elders)

## Publications
- (en) A Broom of One's Own, Washington, Washington Women's Liberation, 1970 (OCLC 2292078)
- (en) Lesbianism and the Women's Movement, Baltimore, Md., Diana Press, 1975, 104 p. (ISBN 0-88447-006-7, OCLC 1365238)
- (en) Building Feminist Theory : Essays from QUEST, a Feminist Quarterly, New York, N.Y., Longman, 1981, 280 p. (ISBN 0-582-28210-1, OCLC 256686819)
- (en) Feminism in the 80's : Facing Down the Right, Denver, Colo., Inkling Press, 1981 (OCLC 9868505)
- (en) Passionate Politics : Essays, 1968–1986 : Feminist Theory in Action, New York, St. Martin's Press, 1987, 352 p. (ISBN 0-312-00667-5, OCLC 15196697)
- (en) Transforming the Faiths of our Fathers : Women who Changed American Religion, New York, Palgrave Macmillan, 2004, 261 p. (ISBN 1-4039-6460-2, lire en ligne)